# 냉담자
냉담자(冷淡者, 영어: lapsed Catholic, inactive worshipper, inactive Christian, lapsed Christian, tapid Christian) 또는 냉담교우 혹은 쉬는 교우는 실천적이지 않는(교회에 나가지 않는) 세례를 받은 기독교인을 가리키는 기독교 용어이다. 냉담자라고 하여 반드시 신앙심이 부족하다는 것과 연관되지는 않는다. 로마 가톨릭교회에서는 판공성사 즉, 1년에 두 번 의무적으로 해야 하는 고해성사를 3년(6회) 이상 보지 않은 신자를 쉬는 교우 또는 냉담자라고 한다. 성공회에서는 감사성찬례, 즉 미사 참석률이 1년에 50% 미만인 신자를 냉담자라고 한다. 즉, 냉담자는 교회의 성사나 예배에 무관심한 신자를 가리키는 용어라고 할 수 있다.
개신교에서도 교회를 다니다가 더 이상 나가지 않거나 쉬는 신자들이 있다. 개신교는 단일 교단이 아니므로 통일된 교적이 없으나 개별 교단 또는 교회 차원에서 '잃은양' 등의 이름을 붙여 관리하기도 한다.
종교적 의미를 넘어 더 보편적으로는 어떤 대상에 흥미나 관심을 보이지 않는 사람을 가리키는 말로도 사용된다.

## 같이 보기
- 영적이지만 종교적이지 않음
- 도덕주의적 심리치료적 이신론